# 谷建芬
谷建芬（1935年3月21日—），女，山东威海人，生于日本大阪，中国当代歌曲作家，创作了近千首广为流传的歌曲，如《年轻的朋友来相会》、《烛光里的妈妈》等，也获得了一些音乐界的奖项。被认为对中国改革开放后的音乐艺术发展作出了重要贡献。

## 生平
谷建芬祖籍山东省威海市，她的父母于20世纪30年代初去日本谋生，1935年，谷建芬生于日本大阪，于1941年回国并定居大连。
1950年，谷建芬考进旅大文工团担任钢琴伴奏。1952年就讀於東北音樂專科學校（现沈阳音乐学院）作曲系，师从霍存慧、寄明等，1955年畢業。
1955年至今，谷建芬任中央歌舞團（現中国歌舞团）創作員、作曲。
1984年至1989年，谷建芬创办了“谷建芬声乐培训中心”，培训歌手50余人，包括苏红、刘欢、毛阿敏、李杰、解晓东、那英、孙楠等。

## 社会兼职
中國國際文化交流中心理事，中国致公党第八、九屆中央委員，中國音樂家協會副主席、中國音樂著作權協會副主席，中国文学艺术界联合会全國委员会委員，第六屆全國政協委員，第八、九、十屆全國人大常委會委員，全國人大華僑委員會委員。1998年3月，第九届全国人大第一次会议上，她当选为全国人民代表大会常务委员会委员。

## 作品
谷建芬参与了数千首歌曲的作曲工作，为改革开放后中国大陆的大众音乐的创作做出了重要贡献，其中大量作品成为当代中国的经典歌曲。其代表作有：《年輕的朋友來相會》、《清晨，我們踏上小路》、《那就是我》、《綠葉對根的情意》、《思念》、《燭光裡的媽媽》、《今天是你的生日》、《歌聲與微笑》、《大連，我永遠的愛》、電視連續劇《三国演义》主題曲《滾滾長江東逝水》和片尾曲《历史的天空》等。

## 奖项和荣誉
其参与的近百首作品获得了许多奖项，主要获奖有：中国“金唱片”奖、“当代青年最喜爱的歌奖”、文化部“音乐舞蹈作品”奖、“中国音乐电视96MTV大赛作曲奖”、“南斯拉夫贝尔格莱德国际流行音乐作曲奖”、“联合国教科文亚太地区优秀音乐教材奖”等。

## 音乐会
2001年2月，收录了谷建芬作品的唱片发行，40多首乐曲被收录其中，之后，她表示将考虑在举办谷建芬作品音乐会。同年9月7日，有那英、刘欢、毛阿敏等明星参与的谷建芬作品音乐会在北京保利剧院上演。
2023年3月8日，《京东晚八点--谷建芬音乐会》在多平台播出，14名歌手及童声合唱团演唱了19首谷建芬作曲的歌曲。
| 京东晚八点--谷建芬音乐会 时间：2023年3月8日晚8:00 播出平台：北京卫视、湖南卫视、微博直播、京东直播、bilibili、QQ音乐、酷狗音乐等多平台 |                                |
| 主持人：倪萍、沈凌 音乐总监：张亚东 |                                |
| 歌曲 | 歌手                           |
| 《二十年后再相会》 | 张碧晨、郑云龙                 |
| 《青青世界》 | 那英                           |
| 《世界需要热心肠》 | 金志文                         |
| 《思念》 | 单依纯                         |
| 《滚滚长江东逝水》 | 杨洪基                         |
| 《卧龙吟》 | 周深                           |
| 《历史的天空》 | 毛阿敏                         |
| 《妈妈的吻》 | 雷佳                           |
| 《绿叶对根的情谊》 | 张碧晨                         |
| 《烛光里的妈妈》 | 那英、毛阿敏                   |
| 《那就是我》 | 郑云龙                         |
| 《再次相约二十年》 | 谢春花、孟慧圆、金志文、单依纯 |
| 《洒下一片深情》 | 孙楠                           |
| 《新学堂歌》 | 新英才合唱团                   |
| 《采蘑菇的小姑娘》 | 孟慧圆、谢春花                 |
| 《歌声与微笑》 | 周深、童声合唱团               |
| 《蓝蓝泉州湾》 | 吴春燕                         |
| 《今天是你的生日》 | 孙楠                           |
| 《年轻的朋友来相会》 | 大合唱                         |